# Caccodes mindanaoniger
Caccodes mindanaoniger es una especie de coleóptero de la familia Cantharidae.

## Distribución geográfica
Habita en Filipinas.